# Wolfgang Kulka
Wolfgang Kulka (* 24. März 1955 in Schenefeld) ist ein ehemaliger deutscher Fußballspieler.

## Werdegang
Kulka wechselte in der Sommerpause 1974 von Blau-Weiß 96 Schenefeld zum FC St. Pauli, der in der 2. Bundesliga antrat und am Ende der Saison 1976/77 den Aufstieg in die Bundesliga schaffte. Der offensiv ausgerichtete Mittelfeldspieler spielte ein Jahr in der Bundesliga, absolvierte darin zwölf Spiele und schoss vier Tore, darunter den Treffer zum 2:0-Endstand beim überraschenden Sieg seines Vereins im Volksparkstadion gegen den „großen Lokalrivalen“ Hamburger SV. Zu dieser Zeit wurde er von Bundestrainer Helmut Schön auch zu einem Sichtungslehrgang eingeladen. Sechs Wochen nach dem Lokalderby gegen den HSV verletzte Kulka sich in der Partie bei Eintracht Frankfurt jedoch schwer. Er zog sich einen Kreuzbandriss zu und wurde mit gerade erst 23 Jahren zum Sportinvaliden erklärt.
Allerdings schnürte er anschließend für den SV Lurup und den 1. SC Norderstedt bis 1986 im Amateurbereich wieder seine Fußballschuhe. Daneben arbeitete er hauptberuflich, zunächst in einem Büro und seit 1983 in einem Baumarkt an der Hamburger Peripherie. Dem FC St. Pauli ist Wolfgang Kulka immer noch verbunden; so war er als Augenzeuge im Volkspark dabei, als den Braun-Weißen 34 Jahre später wieder ein Bundesligasieg im Stadion des Hamburger SV gelang. Heutzutage (2013) lebt er immer noch in seiner Geburtsstadt Schenefeld.